# Første New York Regiment
Det Første New York Regiment var et regiment i den kontinentale hær under Den Amerikanske Uafhængighedskrig samlet den 25. maj 1775 i Albany, New York. Her var den under kommando af oberst Alexander McDougall, mens Goose van Schaick fik kommandoen efter en genetablering den 19. januar 1776.